# Chahuites
Chahuites (del Idioma zapoteco: Tierra húmeda) es una ciudad del estado mexicano de Oaxaca, localizada en el Istmo de Tehuantepec y en el extremo sureste del estado, cercana a los límites con el estado de Chiapas, es cabecera del municipio del mismo nombre.

## Historia
De acuerdo a los registros mayormente orales del origen de lo que hoy es la ciudad de Chahuites, esta tuvo su origen alrededor del año de 1895 cuando un grupo de familias procedentes del estado de Chiapas y entre cuyos apellidos estaban los de Román, Ramírez y Gamboa, resolvieron establecerse en el punto que hoy es la población al considerarlo el más benigno y construyendo chozas y jacales. Dichas familias se encontraban bajo el liderazgo de la señora Ignacia Ramírez; el entorno de la población en aquel momento era de una densa vegetación tropical, dichos primeros pobladores encontraron en la misma zona una gran cantidad de montículos de tierra que eran en realidad madrigueras de tuzas, en consecuencia dieron por nombre a su población el de El Tuzal.
El Tuzal fue una pequeña población perteneciente al municipio de San Pedro Tapanatepec, a la que comenzaron llegar algunos otros habitantes procedentes del mismo estado de Oaxaca, en particular de la población de El Espinal, sin embargo, el verdadero desarrollo comenzó en el año de 1905 cuando comenzó el trazado por la población de la línea del ferrocarril y el establecimiento de una estación en la misma, en consecuencia muchos de los trabajadores del ferrocarril, una vez finalizado éste, se quedaron a residir en El Tuzal, aumentando con ello la población, y otra más llegó atraída por el auge en las comunicaciones y la nueva actividad económica que se dio, particularmente en las actividades agrícolas aprovechando el clima benigno y el suelo fértil, en consecuencia a esto último se resolvió modificar el nombre de la población a la voz de origen zapoteca Chahuites que significa Tierra Húmeda o Tierra de Humedad.
Este crecimiento poblacional y desarrollo económica permitió a los habitantes solicitar separarse del municipio de San Pedro Tapanatepec, en consecuencia, mediante un decreto del Congreso de Oaxaca del 23 de noviembre de 1948 Chahuites fue constituida en cabecera municipal del municipio del mismo nombre.

## Localización y demografía
Chahuites se encuentra localizada en el extremo sureste del estado de Oaxaca, a uno 20 kilómetros de la frontera con el estado de Chiapas, sus coordenadas geográficas son 16°16′27″N 94°11′54″O / 16.27417, -94.19833 y se encuentra a una altitud de 35 metros sobre el nivel del mar, su entorno es totalmente plano formado por la planicie costera del Océano Pacífico y sin ninguna elevación de importancia. Su principal vía de comunicación es la Carretera Federal 200 que lo une al norte con Municipio de San Pedro Tapanatepec, distante unos 9 kilómetros y hacia el sureste con Arriaga, Chiapas, distante 40 kilómetros; en este punto dicha carretera es de un solo cuerpo con un carril de circulación en cada sentido, y constituye la principal vía de comunicación con el estado de Chiapas, la única que unía a dicho estado con el resto del país hasta la inauguración del Puente Chiapas que permite la comunicación a través del estado de Veracruz. Por Chahuites además se encuentra la línea de ferrocarril que la une hacia el oeste con Juchitán de Zaragoza y Tehuantepec, y hacia el este con Chiapas, hasta culminar en Tapachula y la frontera con Guatemala.
De acuerdo a los resultados del Censo de Población y Vivienda de 2010 realizado por el Instituto Nacional de Estadística y Geografía, Chahuites tiene una población total de 10 763 habitantes, de los que 5 318 son hombres y 5 445 son mujeres.

## Cultura

### Patrimonio ferrocarrilero
La estación Chahuites se edificó sobre la línea de Picacho a Suchiate del antiguo Ferrocarril Panamericano, por medio de la concesión número 237, por contrato del 28 de agosto de 1901, cuya fecha de promulgación recae en 11 de septiembre del mismo año. A partir de 1908, el ferrocarril anterior comunicó al estado de Chiapas con la frontera de Guatemala. Forma parte de la ruta Ciudad Ixtepec - Ciudad Hidalgo.